# Khu bảo tồn thiên nhiên Søraust-Svalbard
Khu bảo tồn thiên nhiên Søraust-Svalbard (tiếng Na Uy: Søraust-Svalbard naturreservat) nằm ở phía đông nam của quần đảo Svalbard ở Na Uy. Khu bảo tồn thiên nhiên bao gồm toàn bộ diện tích đảo Edgeøya, Barentsøya cùng với một số hòn đảo nhỏ hơn, bao gồm Thousand, Ryke Yseøyane, Halvmåneøya. Khu bảo tồn rộng 21.825 kilômét vuông (8.427 dặm vuông Anh) trong đó có 6.400 kilômét vuông (2.500 dặm vuông Anh) đất liền, 15.426 kilômét vuông (5.956 dặm vuông Anh) là mặt nước khiến nó trở thành khu bảo tồn lớn thứ hai ở Na Uy. Khu bảo tồn đã được bảo vệ kể từ ngày 1 tháng 7 năm 1973 và có ranh giới ở phía bắc với khu bảo tồn thiên nhiên Nordaust-Svalbard.

## Động thực vật
Đây là khu vực săn bắt truyền thống gấu Bắc Cực và hải mã, dấu tích còn sót lại ở khu vịnh Ekrollhamna. Khu bảo tồn này có những nơi trú ngụ quan trọng của loài hải mã, nơi làm tổ của nhiều loài chim biển và nhiều đàn tuần lộc sinh sống tại đây. Khu vực quần đảo Thousand là nơi trú ẩn quan trọng của chim lặn gavia họng đỏ, nhàn Bắc Cực. Thảm thực vật trong khu bảo tồn là lãnh nguyên rêu, được hình thành từ nhiều thế kỷ thông qua sự tích tụ phân tuần lộc.
Khu bảo tồn đã được xác định là một vùng chim quan trọng (IBA) bởi BirdLife International vì nó hỗ trợ sinh sản cho quần thể ngỗng đen má trắng, ngỗng đen, vịt nhung vua, mòng biển lục lam, choắt mỏ tím.